# Eliza Radziwiłł
La principessa Eliza Radziwiłł, (in tedesco: Elisa Friederike Luise Martha, in polacco: Eliza Fryderyka Luiza Marta Radziwiłł) (Berlino, 28 ottobre 1803 – Bad Freienwalde, 27 agosto 1834), è stata una nobildonna polacca.

## Biografia
Eliza era la figlia di Antoni Radziwiłł, e di sua moglie, la principessa Luisa di Prussia, nipote di Federico il Grande.
Suo cugino Guglielmo, l'erede presunto del trono prussiano, la incontrò e si innamorò di lei.
Guglielmo doveva sposarsi e produrre altri eredi. Suo padre e Federico Guglielmo III erano favorevoli a una possibile unione tra Guglielmo ed Eliza, ma alcuni alla corte prussiana avevano scoperto che i suoi antenati avevano acquistato il loro titolo principesco da Massimiliano I, imperatore del Sacro Romano Impero. Agli occhi di certe persone, non era considerata adatta a sposare l'erede al trono prussiano (Eliza non era reale, perché suo padre non era un principe regnante). Il fratello maggiore di Guglielmo, Federico Guglielmo IV di Prussia, era sposato con Elisabetta Ludovica di Baviera ed Elisabetta discendeva da Bogusław Radziwiłł e dal principe Janusz Radziwiłł.
Così nel 1824, il re di Prussia si rivolse allo zar Alessandro I di Russia affinché adottasse Eliza, ma il sovrano declinò. Allo stesso modo, chiesero al principe Augusto di Prussia, ma fallì poiché il comitato responsabile riteneva che l'adozione non alterasse il sangue. Un altro fattore fu l'influenza dei parenti del Meclemburgo della defunta regina Luisa nelle corti tedesche e russe che non amavano il padre di Eliza e si opposero ad un eventuale matrimonio.
Alla fine, nel giugno 1826, il padre di Guglielmo fu obbligato a rinunciare a un potenziale matrimonio con Eliza. Guglielmo trascorse i mesi successivi alla ricerca di una sposa più adatta, ma non abbandonò i suoi legami emotivi con Eliza. Alla fine, Guglielmo chiese la mano di Augusta di Sassonia-Weimar, di quattordici anni più giovane. Guglielmo vide sua cugina, Eliza, per l'ultima volta nel 1829.

## Morte
Eliza fu in seguito fidanzata con il principe Friedrich di Schwarzenberg, ma il fidanzamento fallì. Morì, non sposata, nel 1834, di tubercolosi mentre era in una spa in cerca di cure.

## Ascendenza
|                                                 |                                     |                                               | Genitori                                     |  |  | Nonni |  |  | Bisnonni                   |  |  | Trisnonni                 |  |
|                                                 |                                     |                                               |                                              |  |  |       |  |  | 8. Marcin Mikołaj Radzwiłł |  |  | 16. Jan Mikołaj Radziwiłł |  |
|                                                 |                                     |                                               |                                              |  |  |       |  |  | 8. Marcin Mikołaj Radzwiłł |  |  | 16. Jan Mikołaj Radziwiłł |  |
|                                                 |                                     | 17. Dorota Henryka Przebendowska              |                                              |  |  |       |  |  | 8. Marcin Mikołaj Radzwiłł |  |  |                           |  |
| 4. Michał Hieronim Radziwiłł                    |                                     |                                               |                                              |  |  |       |  |  | 8. Marcin Mikołaj Radzwiłł |  |  |                           |  |
|                                                 |                                     | 9. Martha Maria Trembitska                    | 18. Jan Trębicki                             |  |  |       |  |  |                            |  |  |                           |  |
|                                                 |                                     | 9. Martha Maria Trembitska                    | 18. Jan Trębicki                             |  |  |       |  |  |                            |  |  |                           |  |
|                                                 |                                     | 9. Martha Maria Trembitska                    | 19. Teresa Trembitska                        |  |  |       |  |  |                            |  |  |                           |  |
| 2. Antoni Radziwiłł                             |                                     | 9. Martha Maria Trembitska                    |                                              |  |  |       |  |  |                            |  |  |                           |  |
|                                                 |                                     | 10. Antoni Tadeusz Przezdziecki               | 20. Aleksander Przezdziecki                  |  |  |       |  |  |                            |  |  |                           |  |
|                                                 |                                     | 10. Antoni Tadeusz Przezdziecki               | 20. Aleksander Przezdziecki                  |  |  |       |  |  |                            |  |  |                           |  |
|                                                 |                                     | 10. Antoni Tadeusz Przezdziecki               | 21. Konstancja Aleksandra Kamińska           |  |  |       |  |  |                            |  |  |                           |  |
| 5. Helena Przeździecka                          |                                     | 10. Antoni Tadeusz Przezdziecki               |                                              |  |  |       |  |  |                            |  |  |                           |  |
|                                                 |                                     | 11. Katarzyna Ogińska                         | 22. Józef Tadeusz Oginski                    |  |  |       |  |  |                            |  |  |                           |  |
|                                                 |                                     | 11. Katarzyna Ogińska                         | 22. Józef Tadeusz Oginski                    |  |  |       |  |  |                            |  |  |                           |  |
|                                                 |                                     | 11. Katarzyna Ogińska                         | 23. Anna Korybut-Wisniowiecka                |  |  |       |  |  |                            |  |  |                           |  |
| 1. Eliza Radziwiłł                              |                                     | 11. Katarzyna Ogińska                         |                                              |  |  |       |  |  |                            |  |  |                           |  |
|                                                 | 12. Federico Guglielmo I di Prussia | 24. Federico I di Prussia                     |                                              |  |  |       |  |  |                            |  |  |                           |  |
|                                                 | 12. Federico Guglielmo I di Prussia | 24. Federico I di Prussia                     |                                              |  |  |       |  |  |                            |  |  |                           |  |
|                                                 | 12. Federico Guglielmo I di Prussia | 25. Sofia Carlotta di Hannover                |                                              |  |  |       |  |  |                            |  |  |                           |  |
| 6. Augusto Ferdinando di Prussia                | 12. Federico Guglielmo I di Prussia |                                               |                                              |  |  |       |  |  |                            |  |  |                           |  |
|                                                 |                                     | 13. Sofia Dorotea di Hannover                 | 26. Giorgio I di Gran Bretagna               |  |  |       |  |  |                            |  |  |                           |  |
|                                                 |                                     | 13. Sofia Dorotea di Hannover                 | 26. Giorgio I di Gran Bretagna               |  |  |       |  |  |                            |  |  |                           |  |
|                                                 |                                     | 13. Sofia Dorotea di Hannover                 | 27. Sofia Dorotea di Celle                   |  |  |       |  |  |                            |  |  |                           |  |
| 3. Luisa di Prussia                             |                                     | 13. Sofia Dorotea di Hannover                 |                                              |  |  |       |  |  |                            |  |  |                           |  |
|                                                 |                                     | 14. Federico Guglielmo di Brandeburgo-Schwedt | 28. Filippo Guglielmo di Brandeburgo-Schwedt |  |  |       |  |  |                            |  |  |                           |  |
|                                                 |                                     | 14. Federico Guglielmo di Brandeburgo-Schwedt | 28. Filippo Guglielmo di Brandeburgo-Schwedt |  |  |       |  |  |                            |  |  |                           |  |
|                                                 |                                     | 14. Federico Guglielmo di Brandeburgo-Schwedt | 29. Giovanna Carlotta di Anhalt-Dessau       |  |  |       |  |  |                            |  |  |                           |  |
| 7. Anna Elisabetta Luisa di Brandeburgo-Schwedt |                                     | 14. Federico Guglielmo di Brandeburgo-Schwedt |                                              |  |  |       |  |  |                            |  |  |                           |  |
|                                                 |                                     | 15. Sofia Dorotea di Prussia                  | 30. Federico Guglielmo I di Prussia          |  |  |       |  |  |                            |  |  |                           |  |
|                                                 |                                     | 15. Sofia Dorotea di Prussia                  | 30. Federico Guglielmo I di Prussia          |  |  |       |  |  |                            |  |  |                           |  |
|                                                 |                                     | 15. Sofia Dorotea di Prussia                  | 31. Sofia Dorotea di Hannover                |  |  |       |  |  |                            |  |  |                           |  |
|                                                 |                                     | 15. Sofia Dorotea di Prussia                  |                                              |  |  |       |  |  |                            |  |  |                           |  |